# Cullipool
Cullipool är den största orten på ön Luing i Argyll and Bute, Skottland. Byn är belägen 20 km från Oban. Orten hade 84 invånare år 1961.